# Ústřední komise pro finanční a ekonomické věci
Ústřední komise pro finanční a ekonomické věci (čínsky pchin-jinem Zhōngyāng Cáijīng Wěiyuánhuì, znaky zjednodušené 中央财经委员会), v letech 1989–2018 známá jako Ústřední vedoucí skupina pro finanční a ekonomické věci (čínsky pchin-jinem Zhōngyāng Cáijīng Lǐngdǎo Xiǎozǔ, znaky zjednodušené 中央财经领导小组) je komise ústředního výboru Komunistické strany Číny, která má na starosti vedení a dohled nad ekonomickou prací ústředního výboru KS Číny i Státní rady. V čele komise stojí generální tajemník ÚV KS Číny nebo předseda Státní rady.
O zřízení vedoucí skupiny rozhodl stálý výbor politbyra ÚV KS Číny 17. března 1980, aby nahradila Státní komisi pro ekonomiku a finance a koordinovala práce nezbytné pro splnění požadavků Teng Siao-pchingových čínských ekonomických reforem 80. let. V roce 2018 byl její název změněn z Ústřední vedoucí skupiny pro finanční a ekonomické věci na Ústřední komisi pro finanční a ekonomické věci.
V současné době ji vedou generální tajemník Si Ťin-pching a premiér Li Kche-čchiang. Úzce spolupracuje se státní Národní rozvojovou a reformní komisí. Komise je považována za nejvyšší orgán pro koordinaci a diskusi o otázkách týkajících se ekonomiky. Sídlí v Čung-nan-chaj.

## Vedoucí
1. Čao C’-jang (1980–1989, do 1987 také předseda vlády, pak generální tajemník ÚV KS Číny)
2. Ťiang Ce-min (1989–2003, také generální tajemník ÚV KS Číny)
3. Chu Ťin-tchao (2003–2013, také generální tajemník ÚV KS Číny)
4. Si Ťin-pching (2013–současnost, také generální tajemník ÚV KS Číny)

## Současné složení

### Vedoucí
- Si Ťin-pching

### Zástupce vedoucího
- Li Kche-čchiang

### Ředitel úřadu komise
- Liou Che

### Členové
- Liou Jün-šan
- Čang Kao-li
- Liou Jen-tung
- Wang Jang
- Ma Kchaj
- Wang Chu-ning
- Li Čan-šu
- Jang Ťie-čch’
- Jang Ťing
- Čou Siao-čchuan
- Fang Feng-chuej
- Siao Ťie
- Sü Šao-š’
- Miao Wej
- Ťiang Ta-ming
- Čchen Lej
- Wang I
- Wang Č’-kang
- Lou Ťi-wej
- Čou Šeng-sien
- Jang Čchuan-tchang
- Wu Sin-siung